# Definitely Maybe
Definitely Maybe là album phòng thu đầu tay của ban nhạc rock người Anh Oasis do hãng đĩa Creation Records phát hành vào ngày 29 tháng 8 năm 1994. Album có sự tham gia của đội hình Oasis gồm: Noel Gallagher (nhạc sĩ sáng tác chính, lead guitar và hát bè), Liam Gallagher (hát chính), Paul "Bonehead" Arthurs (rhythm guitar), Paul "Guigsy" McGuigan (guitar bass) và Tony McCarroll (chơi trống).
Tháng 1 năm 1994, ban nhạc chọn phòng thu Monnow Valley Studio (gần Rockfield) để ghi âm album. Họ hợp tác với nhà sản xuất Dave Batchelor - người mà Noel Gallagher quen biết từ khi còn tham gia đội hậu cần lưu diễn cho Inspiral Carpets. Tuy nhiên, các buổi thu âm không đạt yêu cầu, nên sau đó Batchelor bị sa thải. Tháng 2 năm 1994, ban nhạc bắt đầu thu lại album tại Sawmills Studio ở Cornwall, lần này Noel trực tiếp đứng tên sản xuất cùng Mark Coyle, song kết quả vẫn không như mong đợi. Trong lúc bế tắc, Marcus Russell của hãng thu âm Creation Records đã liên hệ với kỹ sư âm thanh kiêm nhà sản xuất Owen Morris, sau đó Morris đã nhận trách nhiệm phối khí cho album tại phòng thu của Johnny Marr ở Manchester.
Definitely Maybe ngay lập tức gặt hái thành công vang dội ngay khi phát hành ở Anh Quốc nhờ sức hút của các đĩa đơn như "Supersonic", "Shakermaker" và đặc biệt là "Live Forever" - ca khúc vừa lọt vào top 10 tại Anh vừa gây dấu ấn trên bảng xếp hạng Rock Airplay của Hoa Kỳ. Album ra mắt ở vị trí quán quân trên UK Albums Chart và trở thành album đầu tay bán chạy nhất trong lịch sử âm nhạc Anh thời điểm đó, sau đó đạt chín chứng nhận Bạch kim của BPI với hơn 2,7 triệu bản tiêu thụ. Tác phẩm cũng giành được chứng nhận bạch kim của Hiệp hội Công nghiệp Ghi âm Hoa Kỳ (RIAA) và đến nay đã bán được hơn 15 triệu bản trên toàn thế giới. Đây là album duy nhất có mặt đầy đủ năm thành viên đầu tiên của Oasis, bởi Tony McCarroll bị khai trừ khỏi ban nhạc vào đầu năm 1995, song anh vẫn phần nào xuất hiện ở album thứ hai của ban nhạc qua ca khúc "Some Might Say".
Sau khi phát hành, Definitely Maybe đã nhận được sự đánh giá cao từ giới phê bình và góp phần khơi dậy làn sóng phục hưng của nhạc pop/rock Anh ở thập niên 1990. Album được ca ngợi nhờ những chủ đề lạc quan và sự đoạn tuyệt với góc nhìn bi quan vốn phổ biến trong nhạc grunge đương thời, đồng thời được coi là là viên gạch nền móng của dòng nhạc Britpop. Kể từ đó, album liên tục xuất hiện trong nhiều danh sách "album vĩ đại nhất mọi thời đại" do các ấn phẩm uy tín bình chọn. Năm 2006, trong một cuộc bình chọn của độc giả tạp chí NME, Definitely Maybe đã được bầu chọn là album xuất sắc nhất mọi thời đại. Đến năm 2015, tạp chí Spin xếp nhạc phẩm này trong danh sách "300 album xuất sắc nhất giai đoạn 1985–2014". Gần đây nhất vào năm 2020, Rolling Stone đã chọn album ở vị trí số 217 trong danh sách 500 album vĩ đại nhất.

## Bối cảnh sáng tác và thu âm
Năm 1991, Oasis (từng có tên gọi là The Rain) được thành lập bởi Paul "Bonehead" Arthurs, Paul "Guigsy" McGuigan, Tony McCarroll và Liam Gallagher. Sau đó, Liam đã mời anh trai Noel Gallagher tham gia với điều kiện: Noel yêu cầu toàn quyền kiểm soát âm nhạc và cam kết đưa nhóm trở nên nổi tiếng toàn cầu.
Tháng 12 năm 1993, sau khi thu đĩa đơn "Supersonic" tại Pink Museum Studios, Liverpool, Oasis chọn Monnow Valley Studio (gần Rockfield) để bắt đầu ghi album vào tháng 1 năm 1994. Nhà sản xuất Dave Batchelor (người quen của Noel từ thời anh làm trong đội hậu cần lưu diễn (roadie) cho Inspiral Carpets) được mời tham gia. Song các buổi ghi âm không diễn ra suôn sẻ, Bonehead kể lại: "Mọi thứ chẳng ổn chút nào. [Batchelor] không phải người phù hợp... Chúng tôi chơi nhạc trong căn phòng rộng, hào hứng bước vào phòng thu, chơi nhạc hết mình như thường lệ. Nhưng khi anh ta bảo, 'Các cậu vào nghe thử nè', chúng tôi chỉ biết thất vọng: 'Nghe chẳng giống chút nào so với khi diễn trong phòng. Cái gì thế này?' Âm thanh mỏng tanh, yếu ớt và quá sạch sẽ."
Ngoài ra, kỹ sư âm thanh Dave Scott chia sẻ: "Tôi chẳng thể kết nối với [Batchelor] cả về mặt nghệ thuật hay kỹ thuật, cũng không thể hiểu nổi tầm nhìn của anh ta với album. Điều này khiến công việc trở nên cực kỳ khó khăn. Tôi hiếm khi làm việc dưới quyền các nhà sản xuất khác và nếu có thì luôn tồn tại sự hợp tác giữa đôi bên.  Tôi nghĩ việc thiếu định hướng và những kỳ vọng khác biệt đã dẫn đến những buổi thu thiếu đồng bộ với quá nhiều thỏa hiệp." Scott cũng mô tả hàng loạt vấn đề kỹ thuật trong phòng thu: thiết bị hỏng, tai nghe chất lượng kèm và chênh lệch quá lớn giữa các kênh trộn âm. Anh bị Batchelor sa thải sau hai lần xung đột khi thu ca khúc "Slide Away" và sau này "Slide Away" được xem là bài duy nhất được giữ lại từ những buổi thu âm ấy.
Các buổi ghi âm ở Monnow Valley ngốn đến 800 bảng Anh một ngày. Khi mọi thứ ngày càng bế tắc, ban nhạc bắt đầu hoảng loạn. Bonehead kể lại: "Noel liên tục gọi điện cho quản lý, nói như hét: 'Không ổn chút nào!' Mọi thứ không diễn ra như ý thực sự đáng sợ." Batchelor bị sa thải, còn Noel cố gắng cứu vãn phần nhạc đã thu bằng cách mang băng tới nhiều phòng thu ở Luân Đôn. Tim Abbot (Creation Records) nhớ lại khi thăm nhóm ở Chiswick: "McGee, Noel, tôi và vài người khác đã có một buổi nghe lại, rồi chúng tôi phát đi phát lại. Tất cả những gì tôi nghĩ là: 'Nó thiếu sự công kích.' Chẳng có tính trực diện gì hết." Nhiều năm sau, Liam Gallagher tiết lộ những bản thu ở Monnow Valley còn ám ảnh bởi sự hiện diện của một "bóng ma".

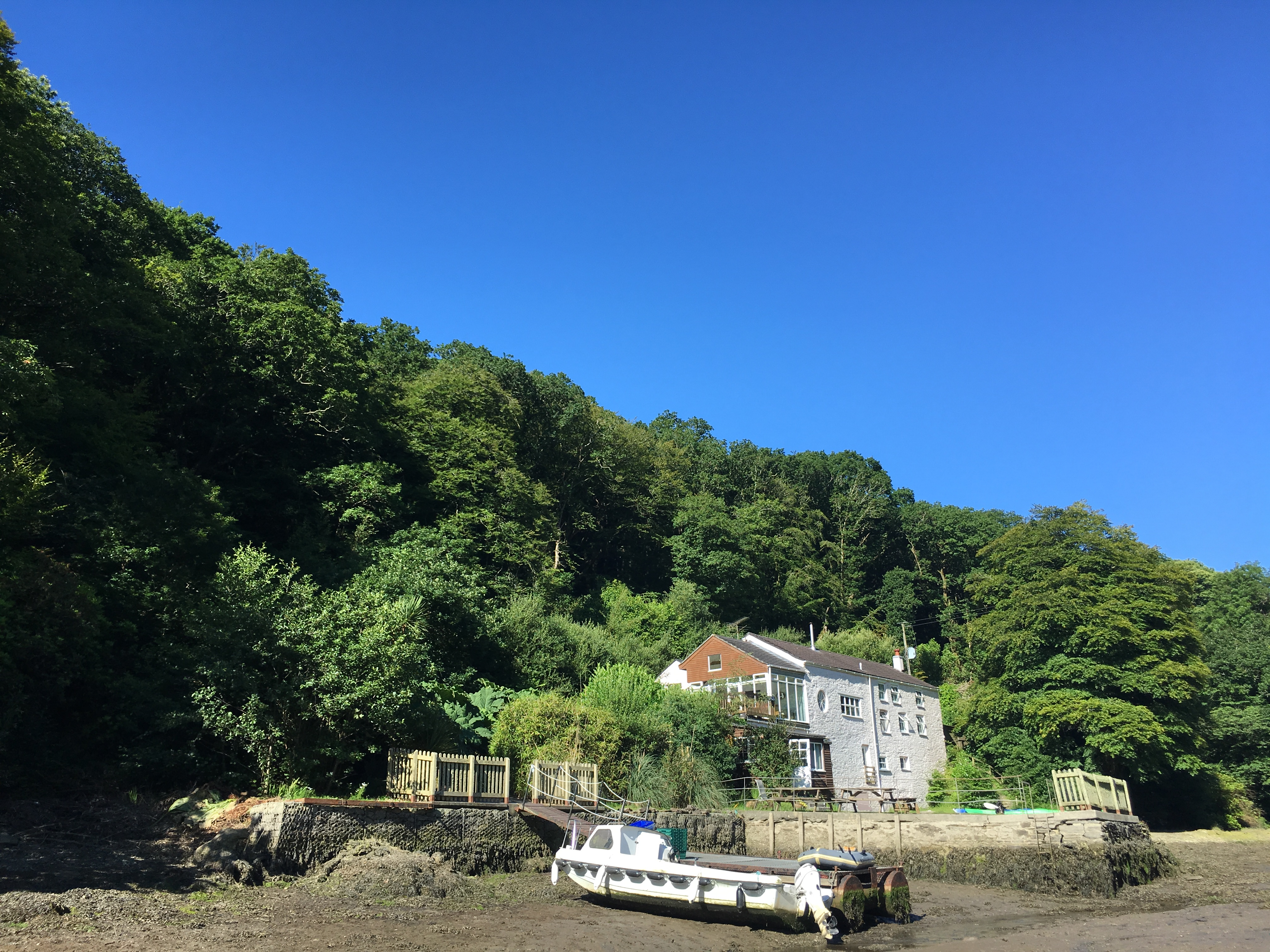
Oasis tiếp tục các buổi thu album tại Sawmills Studio, Cornwall vào tháng 2

Tháng 2 năm 1994, sau chuyến đi Amsterdam đầy xui xẻo, nhóm bắt tay thu lại album tại Sawmills Studio ở Cornwall. Lần này, đích thân Noel đảm nhận vai trò sản xuất cùng Mark Coyle. Để tái tạo âm thanh như biểu diễn trực tiếp, họ quyết định thu tất cả nhạc cụ cùng lúc không cách âm, sau đó Noel mới thu đè thêm nhiều lớp guitar. Bonehead giải thích: "Đó là chiêu ưa thích của Noel: thu trống, bass và guitar rhythm trước, rồi anh ấy sẽ 'xử lý' sau. Khái niệm 'less is more' không áp dụng được lúc đó." Dù vậy, kết quả vẫn không như ý và vì không thể thu lại lần nữa, họ buộc phải sử dụng những bản thu hiện có.
Trong cơn tuyệt vọng, Marcus Russell (Creation) đã liên hệ với kỹ sư âm thanh và nhà sản xuất Owen Morris - người từng phối khí các bài hát trong album trước đó. Tôi chỉ nghĩ: 'Họ đã làm hỏng mọi thứ rồi.' Tôi đoán lúc đó Noel hoàn toàn bất lực. Marcus nói thẳng: 'Cậu có thể làm bất cứ điều gì - thực sự, muốn gì làm nấy.'" Một trong những việc đầu tiên Morris làm là gỡ bỏ các lớp guitar thu đè dày đặc do Noel thêm vào, dù thừa nhận chính những lớp thu đè này giúp anh xây dựng sự biến chuyển âm nhạc cho các ca khúc như "Columbia" và "Rock 'n' Roll Star".
Morris thực hiện phối khí album tại phòng thu của Johnny Marr ở Manchester. Anh kể Marr đã "kinh ngạc trước cách âm thanh 'ập thẳng vào mặt người nghe'" và thường chất vấn các lựa chọn phối khí của Morris, như việc giữ lại tiếng ồn nền ở phần đầu ca khúc "Cigarettes & Alcohol". Lấy cảm hứng từ hiệu ứng tape delay mà Phil Spector dùng cho trống trong bài "Instant Karma!" của John Lennon và cách Tony Visconti sử dụng Eventide Harmonizer cho trống trong album Low của David Bowie, Morris đã áp dụng tape delay nốt móc đơn lên tiếng trống, giúp những nhịp đập cơ bản của McCarroll mang tính groove hơn. Anh còn dùng tape delay để nhân đôi tiếng trống trong "Columbia" (tạo cảm giác nhịp nhanh hơn) và lập trình tiếng lắc để bám sát tiếng snare của McCarroll.
Morris còn vận dụng kỹ thuật học được từ Bernard Sumner (khi thu album cùng tên của nhóm Electronic): đưa bass qua Minimoog rồi dùng bộ lọc để cắt bớt âm cao, che đi những đoạn chơi chưa chuẩn và nén mạnh bản phối cuối ở mức mà chính anh thừa nhận "vượt quá tiêu chuẩn 'chuyên nghiệp' thông thường".
Morris hoàn thành bản phối cuối cùng trên bàn điều khiển Neve cổ điển trong kỳ nghỉ lễ ngân hàng tháng 5 tại Phòng thu 5, Matrix Recording Studios (khu Fulham, Luân Đôn). Nhà báo âm nhạc John Harris nhận xét: "Điều kỳ diệu là bản nhạc đã qua tay quá nhiều người mà vẫn nghe cực kỳ sống động: 'món hầm' nặng guitar mà Morris nhận được đã được tái tạo thành thứ gì đó có sức công phá thực sự."
Tuy nhiên, kỹ sư Anjali Dutt chỉ trích cách phối khí quá gắt: "Dù tôi không nghĩ bản phối gốc đã xuất sắc, nhưng tôi vẫn thích chúng hơn bản cuối cùng. Những tiếng guitar bị nén như lưỡi cưa cứ liên tục đập vào tai bạn, dù cảm giác ban đầu có thể rất phấn khích... Tôi nghĩ bản phối của anh ấy đã hoàn thành nhiệm vụ, mang lại sự phấn khích và thái độ cần thiết. Nhưng đó không phải là âm thanh tôi ưa thích - quá gắt đến mức tôi chỉ có thể nghe vài bài một lúc."

## Thiết kế bìa
Bức ảnh bìa trước được chụp bởi nhiếp ảnh gia rock Michael Spencer Jones tại nhà tay guitar Bonehead ở Didsbury, Manchester. Ý tưởng được lấy cảm hứng từ mặt sau đĩa LP A Collection of Beatles Oldies (1966) của the Beatles, còn tư thế nằm sàn của Liam, gợi nhớ khu trưng bày Ai Cập học mà Jones từng thăm tại Bảo tàng Khoa học Manchester. Trong một cuộc phỏng vấn năm 2019, Spencer Jones tiết lộ: Noel ban đầu muốn chụp cả nhóm quanh bàn ăn, nhưng anh đề xuất chuyển sang phòng khách với cửa sổ vòm. Anh cũng yêu cầu Liam tạo tư thế nằm nhằm che đi sàn gỗ (tránh trông như quảng cáo vecni). Ly rượu bên phải Liam thực chất là Ribena pha loãng (không phải vì nghèo mà do rượu vang đỏ thường hiện lên thành màu đen trong ảnh).
Spencer Jones yêu cầu các thành viên mang đồ vật có ý nghĩa cá nhân đến buổi chụp. Bố cục lấy cảm hứng từ bức tranh The Arnolfini Portrait (1434) của Jan Van Eyck với nhiều ẩn dụ trực quan: TV phát hình các diễn viên Eli Wallach và Antonio Casale từ phim Il buono, il brutto, il cattivo của Sergio Leone (bộ phim yêu thích của Noel); một bức ảnh tĩnh hình diễn viên Gian Maria Volonté từ phim Per un pugno di dollari của Leone cũng xuất hiện trên TV ở bìa sau; một bức ảnh cầu thủ Rodney Marsh trong màu áo Manchester City (đội bóng yêu thích của anh em nhà Gallagher và McGuigan) dựa lò sưởi; một tấm ảnh cầu thủ George Best ở cửa sổ trong bìa (theo yêu cầu của Bonehead - một người hâm mộ Manchester United); một tấm áp phích (nằm trong gatefold sleeve) hình Burt Bacharach (thần tượng của Noel) dựa ghế sofa, tấm hình nằm phía dưới tay trái của Noel trên bìa; và cây đàn Epiphone Riviera của Bonehead (mà anh dùng trong mọi bản thu/thu show của Oasis) dựa tường. Một số nhà phê bình cho rằng cách đặt áp phích Bacharach là để tôn vinh bìa album Ummagumma (1969) của Pink Floyd khi cả ảnh Bacharach lẫn hình ảnh soundtrack phim Gigi của Vincente Minnelli đều được dành vị trí nổi bật.

## Phát hành và quảng bá
Năm 1993, Oasis ký hợp đồng với hãng đĩa độc lập Creation Records. Đĩa đơn 12" phiên bản giới hạn "Columbia" được phát hành cùng năm như một "mồi nhử" cho giới báo chí và đài phát thanh, song bất ngờ được BBC Radio 1 phát sóng tới 19 lần chỉ trong hai tuần. Đĩa đơn thương mại đầu tiên "Supersonic" (phát hành ngày 11 tháng 4 năm 1994) ra mắt ở vị trí #31 trên bảng xếp hạng Anh. Tháng 6 năm 1994, "Shakermaker" vươn lên vị trí #11 và giúp nhóm xuất hiện trên chương trình âm nhạc Top of the Pops.
Trước khi phát hành album, đĩa đơn thứ ba "Live Forever" (phát hành ngày 8 tháng 8 năm 1994) trở thành ca khúc top 10 đầu tiên của nhóm. Thành công này giúp Creation Records vượt qua khủng hoảng tài chính - dù vẫn nợ 2 triệu bảng, hãng vẫn dành 60.000 bảng cho Tim Abbot để quảng bá album. Abbot chia sẻ: "Tôi về Midlands vài tuần/lần, bạn bè bảo: 'Oasis tuyệt lắm! Chúng tôi toàn nghe họ.' Nhưng họ không mua đĩa đơn, không đọc NME hay Q. Làm sao tiếp cận những người như vậy?'" Abbot quyết định đặt quảng cáo trên tạp chí bóng đá, chương trình trận đấu và tạp chí nhạc dance - những kênh chưa từng được Creation nhắm đến. Chiến lược này thành công khi Mixmag  (tạp chí dance vốn không quan tâm nhạc guitar) dành lời khen và bài đánh giá năm sao cho Definitely Maybe.
Definitely Maybe chính thức phát hành vào ngày 29 tháng 8 năm 1994. Album đã bán được 100.000 bản chỉ trong 4 ngày đầu tiên. Đến ngày 4 tháng 9, album ra mắt ở vị trí số 1 trên bảng xếp hạng Anh, vượt xa album đứng thứ hai (The Three Tenors in Concert 1994 - vốn được dự đoán sẽ dẫn đầu tuần đó) với khoảng cách 50% doanh số. Thành tích này giúp Definitely Maybe trở thành album đầu tay bán chạy nhanh nhất trong lịch sử âm nhạc Anh vào thời điểm đó. Vào tháng 10, đĩa đơn thứ tư trích từ album - "Cigarettes & Alcohol" - được phát hành và đạt vị trí thứ 7 tại Anh, trở thành đĩa đơn có thứ hạng cao nhất của nhóm lúc bấy giờ. Noel tiết lộ ban đầu "Slide Away" được cân nhắc làm đĩa đơn thứ năm, nhưng anh đã từ chối với lý do: "Không thể phát hành tới năm đĩa đơn từ một album đầu tay."

## Đánh giá chuyên môn
| Đánh giá chuyên môn      | Đánh giá chuyên môn |
| Đánh giá đương thời      | Đánh giá đương thời |
| Nguồn đánh giá           | Nguồn đánh giá      |
| Nguồn                    | Đánh giá            |
| ------------------------ | ------------------- |
| Chicago Sun-Times        | [ 29 ]              |
| Fort Worth Star-Telegram | [ 30 ]              |
| Music Week               | [ 31 ]              |
| NME                      | 9/10                |
| Q                        | [ 33 ]              |
| Select                   | 5/5                 |
| Smash Hits               | [ 35 ]              |
| Vox                      | 8/10                |

Definitely Maybe đã nhận được sự đánh giá cao từ giới phê bình và thành công vượt trội về mặt thương mại, với nhiều nhà phê bình và khán giả đặc biệt đánh giá cao thông điệp lạc quan đầy táo bạo của album - một điểm sáng hiếm hoi giữa bối cảnh nhạc rock đương thời bị làn sóng grunge ảm đạm đến từ Mỹ thống trị. Khả năng sáng tác giai điệu xuất sắc của Noel cùng chất giọng đặc trưng của Liam đã nhận được nhiều lời khen ngợi. Keith Cameron của NME đã mô tả Noel là "một nghệ nhân pop theo truyền thống kinh điển và bậc thầy trong nghề", đồng thời nhận định: "Điều duy nhất gây tranh cãi về Definitely Maybe có lẽ là cái tên của nó... mọi thứ khác đều toát lên sự chắc chắn... thực tế là có quá nhiều cảm xúc chân thành, niềm tin sáng tạo và kỹ năng viết nhạc xuất sắc tràn ngập trong album đầu tay này để có thể coi đó chỉ là sản phẩm của một nhóm kẻ khoác lác... Nó giống như việc bạn mở rèm cửa sổ vào một buổi sáng và phát hiện ra có thằng nào đó đã xây dựng cả đền Taj Mahal trong vườn nhà bạn, rồi còn bày biện đầy món Angel Delight mà bạn yêu thích khắp nơi." Tạp chí Melody Maker đã trao cho album mức đánh giá sao cao nhất - tương đương với nhận xét "một tác phẩm cực kỳ quan trọng phải sở hữu". Nhà phê bình Paul Lester của tạp chí này nhận định: "Trong số tất cả các nhóm nhạc pop Anh mới nổi xuất sắc hiện nay, Oasis là nhóm ít quan tâm đến những thủ thuật hậu hiện đại hay ảnh hưởng âm nhạc phức tạp nhất... Definitely Maybe chính là 'Thứ mà thế giới đang chờ đợi' - một album chứa đầy những ca khúc khiến ta muốn sống hết mình, được tạo ra bởi một nhóm chàng trai phương Bắc ngang tàng mà bạn hoàn toàn có thể mơ ước được gia nhập... Nếu bạn không đồng ý rằng album này mang đến hàng chục lý do để tin rằng 1994 là năm tuyệt vời nhất của nhạc pop/rock, thì bạn đã sai rồi".
Stuart Maconie của tạp chí Q miêu tả Definitely Maybe là "một album rock/pop kích thích đến mức không tưởng... một mớ hỗn độn hấp dẫn giữa glam, punk và psychedelia - bạn đã nghe tất cả những thứ này trước đây, nhưng kể từ album đầu tay của Stone Roses đến nay, chưa có nhóm nhạc trẻ xứ Lancashire nào thể hiện được sức sống và ngạo nghễ đến thế". Mike Pattenden từ Vox nhận xét: "Thi thoảng trong cái ngành công nghiệp tham lam, ích kỷ và hay chạy theo mốt này, lại xuất hiện thứ gì đó biện minh cho đống tào lao mà chúng ta phải tiêu thụ hàng ngày... 11 ca khúc tạo nên Definitely Maybe... lấp lánh như những mảnh pha lê được mài giũa giữa đống hỗn độn của những phòng khách sạn trên khắp đất nước". Trên tạp chí Mojo vào năm 1994, Jim Irvin cảm thấy đĩa nhạc này đã "tiến rất gần" tới "một album đầu tay 'đấm vào mặt người nghe' như họ từng dự định. Chắc chắn rằng khi đặt lên bàn cân với thứ âm nhạc mỏng manh, thiếu cam kết của hầu hết các ban nhạc Anh mới nổi, Definitely Maybe tỏ ra vượt trội hẳn... Thứ nhạc rock sôi nổi tuổi teen, đầy sức sống và gây nghiện".
Tại Hoa Kỳ, tạp chí Rolling Stone đưa album vào danh sách những đĩa nhạc quan trọng nhất năm 1994 với nhận xét từ Paul Evans: "Liam Gallagher sở hữu vẻ ngầu trời phú. Và khi người anh trai Noel cung cấp cho anh ấy những bản nhạc rock tuyệt vời, dễ hiểu vì sao nhóm ngũ tấu này sẽ là hình mẫu của năm tới. Họ vừa nặng về guitar hơn Blur hay Suede, vừa là bộ máy đơn giản hơn nhưng bắt tai hơn." Neil Strauss (The New York Times) viết về các ca khúc: "Nếu xét riêng từng bài, mỗi ca khúc đều mang dáng dấp một bản nhạc kinh điển, rung động với những đoạn hook bằng guitar mạnh mẽ, nhịp điệu nhảy múa cuồng nhiệt và những điệp khúc khó quên."

## Di sản
| Đánh giá chuyên môn           | Đánh giá chuyên môn |
| Đánh giá lại                  | Đánh giá lại        |
| Nguồn đánh giá                | Nguồn đánh giá      |
| Nguồn                         | Đánh giá            |
| ----------------------------- | ------------------- |
| AllMusic                      | [ 42 ]              |
| Encyclopedia of Popular Music | [ 43 ]              |
| Mojo                          | [ 44 ]              |
| Pitchfork                     | 8,8/10              |
| Q                             | [ 46 ]              |
| Record Collector              | [ 47 ]              |
| Rolling Stone                 | [ 48 ]              |
| The Rolling Stone Album Guide | [ 49 ]              |
| Spin                          | [ 50 ]              |
| Uncut                         | 8/10                |

Năm 1997, Definitely Maybe được bầu chọn là album vĩ đại thứ 14 trong lịch sử trong cuộc bình chọn "Music of the Millennium" (Âm nhạc Thiên niên kỷ) do HMV, Channel 4, The Guardian và Classic FM đồng tổ chức. Đến năm 2005, trong chương trình đếm ngược "100 album vĩ đại nhất" của Channel 4, album vươn đến vị trí thứ sáu. Năm 2006, NME xếp nhạc phẩm ở vị trí thứ ba trong danh sách những album Anh Quốc xuất sắc nhất mọi thời đại, chỉ sau album đầu tay cùng tên của the Stone Roses và The Queen Is Dead của The Smiths. Cũng trong năm 2006, một cuộc thăm dò do NME phối hợp với Guinness Book of British Hit Singles thực hiện đã bầu chọn đây là album hay nhất mọi thời đại, vượt qua cả album Sgt. Pepper's Lonely Hearts Club Band của The Beatles (xếp thứ hai). Năm 2006, tạp chí Q xếp tác phẩm ở vị trí số năm trong danh sách album vĩ đại nhất của họ, trong khi cùng năm ấy NME ghi danh đây là album vĩ đại nhất mọi thời.
Trong một cuộc bình chọn năm 2008 do Q và HMV về những album Anh vĩ đại nhất mọi thời, Definitely Maybe đã đứng ở vị trí số một. Tạp chí Rolling Stone đã chọn album ở vị trí số 217 trong danh sách 500 album vĩ đại nhất (2020), vị trí thứ 78 trong danh sách "100 album xuất sắc nhất thập niên 90" (2011), đồng thời đứng thứ 42 trong danh sách "100 album đầu tay xuất sắc nhất mọi thời đại" (2013). Ấn bản tiếng Đức của Rolling Stone cũng xếp tác phẩm này ở vị trí 156 trong danh sách "500 album vĩ đại nhất" của họ.
Năm 2000, Definitely Maybe được bầu chọn ở vị trí thứ 44 trong All Time Top 1000 Albums của Colin Larkin. Tháng 7 năm 2014, tạp chí Guitar World xếp Definitely Maybe ở hạng 19 trong danh sách "50 album biểu tượng định nghĩa năm 1994". Tác phẩm cũng có được vị trí thứ 160 trong danh sách "300 album xuất sắc nhất 30 năm qua (1985–2014)" của Spin. Năm 2017, Pitchfork liệt kê nhạc phẩm ở vị trí thứ chín trong danh sách "50 album Britpop xuất sắc nhất". Tuy nhiên ở một góc nhìn khác, album lại bị xếp thứ tư trong danh sách những album được đánh giá quá cao nhất trong bình chọn công chúng của BBC năm 2005. Tác phẩm còn được đưa vào cuốn sách 1001 album bạn phải nghe trước khi chết.
Khi đánh giá đĩa tái bản của Definitely Maybe (2014) trên Mojo, Danny Eccleston nhận xét: "Không gì phấn khích bằng cảm giác một điều vĩ đại sắp xảy ra. Sức mạnh ấy vẫn cuồn cuộn chảy, không thể kiểm soát, trong album đầu tay của Oasis ngay cả ở hiện tại... Đây là thứ nhạc rock'n'roll siêu việt tôn vinh khoảnh khắc, chứ không phải một khoảnh khắc nào đó." Trong bài đánh giá về đĩa tái bản, nhà phê bình Rob Sheffield của Rolling Stone nhận xét: "Hai thập kỷ sau, album đầu tay của Oasis vẫn là một trong những bản tụng ca lộng lẫy nhất về thuốc lá, rượu bia và những đoạn guitar solo ngông cuồng nhất mà quần đảo Anh từng sản sinh." Cùng năm đó, một nghiên cứu chuyên sâu về album do nhà văn Alex Niven thực hiện đã được xuất bản trong loạt sách 33⅓ của Bloomsbury. Niven đã phân tích album từ góc độ chính trị-xã hội, coi Oasis như câu trả lời của giai cấp công nhân trước bốn thập kỷ xung đột chính trị.
Tháng 10 năm 2023, Liam Gallagher đã công bố kế hoạch tổ chức tour diễn trình diễn trọn vẹn album Definitely Maybe nhằm kỷ niệm 30 năm phát hành album. Tháng 9 năm 2024, Manchester City cho ra mắt bộ trang phục thi đấu ở mùa giải 2024–25 lấy cảm hứng từ bìa Definitely Maybe, trong dịp hợp tác sản xuất với Noel Gallagher. Đặc biệt, các số áo cầu thủ được in bằng chính nét chữ viết tay của Noel. Một bộ sưu tập thời trang phối hợp cũng được phát hành dưới tên gọi "Definitely City".

## Danh sách ca khúc
Tất cả các ca khúc được viết bởi Noel Gallagher.
| STT | Nhan đề                 | Thời lượng |
| --- | ----------------------- | ---------- |
| 1.  | "Rock 'n' Roll Star"    | 5:23       |
| 2.  | "Shakermaker"           | 5:08       |
| 3.  | "Live Forever"          | 4:36       |
| 4.  | "Up in the Sky"         | 4:28       |
| 5.  | "Columbia"              | 6:17       |
| 6.  | "Supersonic"            | 4:43       |
| 7.  | "Bring It on Down"      | 4:17       |
| 8.  | "Cigarettes & Alcohol"  | 4:49       |
| 9.  | "Digsy's Dinner"        | 2:32       |
| 10. | "Slide Away"            | 6:32       |
| 11. | "Married with Children" | 3:15       |

Bài hát bổ sung
| Những bài hát không nằm trong hầu hết các ấn bản | Những bài hát không nằm trong hầu hết các ấn bản | Những bài hát không nằm trong hầu hết các ấn bản |
| STT                                              | Nhan đề                                          | Thời lượng                                       |
| ------------------------------------------------ | ------------------------------------------------ | ------------------------------------------------ |
| 4.                                               | "Cloudburst" (Ấn bản duy nhất ở Nhật)            | 5:22                                             |
| 6.                                               | "Sad Song" (Ấn bản duy nhất ở Nhật)              | 4:27                                             |
| 12.                                              | "Whatever" (Ấn bản duy nhất ở Mexico)            | 6:22                                             |

| Các bài hát bổ sung trong ấn bản đặc biệt của Nhật Năm 2014 | Các bài hát bổ sung trong ấn bản đặc biệt của Nhật Năm 2014 | Các bài hát bổ sung trong ấn bản đặc biệt của Nhật Năm 2014 |
| STT                                                         | Nhan đề                                                     | Thời lượng                                                  |
| ----------------------------------------------------------- | ----------------------------------------------------------- | ----------------------------------------------------------- |
| 12.                                                         | "Shakermaker" (Slide Up mix)                                | 5:36                                                        |
| 13.                                                         | "Bring It on Down" (phiên bản Monnow Valley)                | 4:23                                                        |

### Phiên bản đĩa vinyl
Tất cả các ca khúc được viết bởi Noel Gallagher.
| Mặt 1 | Mặt 1                | Mặt 1      |
| STT   | Nhan đề              | Thời lượng |
| ----- | -------------------- | ---------- |
| 1.    | "Rock 'n' Roll Star" | 5:23       |
| 2.    | "Shakermaker"        | 5:08       |
| 3.    | "Live Forever"       | 4:36       |

| Mặt 2 | Mặt 2           | Mặt 2      |
| STT   | Nhan đề         | Thời lượng |
| ----- | --------------- | ---------- |
| 1.    | "Up in the Sky" | 4:28       |
| 2.    | "Columbia"      | 6:17       |
| 3.    | "Sad Song"      | 4:30       |

| Mặt 3 | Mặt 3                  | Mặt 3      |
| STT   | Nhan đề                | Thời lượng |
| ----- | ---------------------- | ---------- |
| 1.    | "Supersonic"           | 4:43       |
| 2.    | "Bring It on Down"     | 4:17       |
| 3.    | "Cigarettes & Alcohol" | 4:49       |

| Mặt 4 | Mặt 4                   | Mặt 4      |
| STT   | Nhan đề                 | Thời lượng |
| ----- | ----------------------- | ---------- |
| 1.    | "Digsy's Dinner"        | 2:32       |
| 2.    | "Slide Away"            | 6:32       |
| 3.    | "Married with Children" | 3:15       |

### Box set các đĩa đơn
Bộ đĩa box set Definitely Maybe được phát hành vào ngày 4 tháng 11 năm 1996 kèm theo bốn đĩa đơn, trong đó có đĩa mặt B và một đĩa ghi lại những buổi phỏng vấn. Box set đứng ở vị trí số 23 trên UK Singles Chart.
Tất cả các ca khúc đều do Noel Gallagher sáng tác, ngoại trừ "I Am the Walrus" của Lennon–McCartney.
| Đĩa 1 | Đĩa 1                  | Đĩa 1      |
| STT   | Nhan đề                | Thời lượng |
| ----- | ---------------------- | ---------- |
| 1.    | "Những buổi phỏng vấn" | 18:22      |

| Đĩa 2 | Đĩa 2                         | Đĩa 2      |
| STT   | Nhan đề                       | Thời lượng |
| ----- | ----------------------------- | ---------- |
| 1.    | "Supersonic"                  | 4:44       |
| 2.    | "Take Me Away"                | 4:30       |
| 3.    | "I Will Believe" (Live)       | 3:46       |
| 4.    | "Columbia" (White label demo) | 5:45       |

| Đĩa 3 | Đĩa 3                        | Đĩa 3      |
| STT   | Nhan đề                      | Thời lượng |
| ----- | ---------------------------- | ---------- |
| 1.    | "Shakermaker"                | 5:08       |
| 2.    | "D'Yer Wanna Be a Spaceman?" | 2:41       |
| 3.    | "Alive" (Đĩa demo 8-track)   | 3:56       |
| 4.    | "Bring It on Down" (Live)    | 4:17       |

| Đĩa 4 | Đĩa 4                               | Đĩa 4      |
| STT   | Nhan đề                             | Thời lượng |
| ----- | ----------------------------------- | ---------- |
| 1.    | "Live Forever"                      | 4:36       |
| 2.    | "Up in the Sky" (Phiên bản coustic) | 3:32       |
| 3.    | "Cloudburst"                        | 5:21       |
| 4.    | "Supersonic" (Live)                 | 5:12       |

| Đĩa 5 | Đĩa 5                    | Đĩa 5      |
| STT   | Nhan đề                  | Thời lượng |
| ----- | ------------------------ | ---------- |
| 1.    | "Cigarettes & Alcohol"   | 4:49       |
| 2.    | "I Am the Walrus" (Live) | 6:25       |
| 3.    | "Listen Up"              | 6:39       |
| 4.    | "Fade Away"              | 4:13       |

### Tái bản 2014
Nằm trong một chiến dịch quảng bá mang tên Chasing the Sun, album được phát hành vào ngày 19 tháng 5 năm 2014, một ấn bản đặc biệt có sự xuất hiện của album gốc đã được tái chỉnh sửa hậu kì, tặng kèm với hai đĩa tài liệu bổ sung. Bên cạnh đó, một ấn phẩm tái bản giới hạn đĩa cassette demo gốc năm 1993 của ban nhạc cũng được bày bán để khách hàng mua.
| Tái bản đĩa 2 năm 2014: Mặt B | Tái bản đĩa 2 năm 2014: Mặt B                                                      | Tái bản đĩa 2 năm 2014: Mặt B |
| STT                           | Nhan đề                                                                            | Thời lượng                    |
| ----------------------------- | ---------------------------------------------------------------------------------- | ----------------------------- |
| 1.                            | "Columbia" (White Label Demo)                                                      |                               |
| 2.                            | "Cigarettes & Alcohol" (Demo)                                                      |                               |
| 3.                            | "Sad Song"                                                                         |                               |
| 4.                            | "I Will Believe" (Live)                                                            |                               |
| 5.                            | "Take Me Away"                                                                     |                               |
| 6.                            | "Alive" (Demo)                                                                     |                               |
| 7.                            | "D'Yer Wanna Be a Spaceman?"                                                       |                               |
| 8.                            | "Supersonic" (Live)                                                                |                               |
| 9.                            | "Up in the Sky" (Phiên bản acoustic)                                               |                               |
| 10.                           | "Cloudburst"                                                                       |                               |
| 11.                           | "Fade Away"                                                                        |                               |
| 12.                           | "Listen Up"                                                                        |                               |
| 13.                           | "I Am the Walrus" (Live tại Glasgow Cathouse, Glasgow, Scotland, tháng 6 năm 1994) |                               |
| 14.                           | "Whatever"                                                                         |                               |
| 15.                           | "(It's Good) to Be Free"                                                           |                               |
| 16.                           | "Half the World Away"                                                              |                               |

| Tái bản đĩa 3 năm 2014: Những bài hát hiếm | Tái bản đĩa 3 năm 2014: Những bài hát hiếm                                                             | Tái bản đĩa 3 năm 2014: Những bài hát hiếm |
| STT                                        | Nhan đề                                                                                                | Thời lượng                                 |
| ------------------------------------------ | --- | ------------------------------------------ |
| 1.                                         | "Supersonic" (Live tại Glasgow Tramshed, Glasgow, Scotland, 7 tháng 4 năm 1994)                        |                                            |
| 2.                                         | "Rock 'n' Roll Star" (Demo)                                                                            |                                            |
| 3.                                         | "Shakermaker" (Buổi biểu diễn nhạc sống trong cửa hàng Paris)                                          |                                            |
| 4.                                         | "Columbia" (Eden Studios Mix)                                                                          |                                            |
| 5.                                         | "Cloudburst" (Demo)                                                                                    |                                            |
| 6.                                         | "Strange Thing" (Demo)                                                                                 |                                            |
| 7.                                         | "Live Forever" (Buổi biểu diễn nhạc sống trong cửa hàng)                                               |                                            |
| 8.                                         | "Cigarettes & Alcohol" (Live tại Manchester Academy, Manchester, Anh, ngày 18 tháng 12 năm 1994)       |                                            |
| 9.                                         | "D'Yer Wanna Be a Spaceman?" (Live tại Manchester Academy, Manchester, Anh, ngày 18 tháng 12 năm 1994) |                                            |
| 10.                                        | "Fade Away" (Demo)                                                                                     |                                            |
| 11.                                        | "Take Me Away" (Live tại Manchester Academy, Manchester, Anh, ngày 18 tháng 12 năm 1994)               |                                            |
| 12.                                        | "Sad Song" (Live tại Manchester Academy, Manchester, Anh, ngày 18 tháng 12 năm 1994)                   |                                            |
| 13.                                        | "Half the World Away" (Live tại Phòng khách sạn Tokyo)                                                 |                                            |
| 14.                                        | "Digsy's Dinner" (Buổi biểu diễn nhạc sống trong cửa hàng ở Paris)                                     |                                            |
| 15.                                        | "Married with Children" (Demo)                                                                         |                                            |
| 16.                                        | "Up in the Sky" (Buổi biểu diễn nhạc sống trong cửa hàng pử Paris)                                     |                                            |
| 17.                                        | "Whatever" (Chỉ có đàn dây)                                                                            |                                            |

| Những bài hát chỉ dùng để tải nhạc bổ sung, tái bản năm 2014 | Những bài hát chỉ dùng để tải nhạc bổ sung, tái bản năm 2014 | Những bài hát chỉ dùng để tải nhạc bổ sung, tái bản năm 2014 |
| STT                                                          | Nhan đề                                                      | Thời lượng                                                   |
| ------------------------------------------------------------ | ------------------------------------------------------------ | ------------------------------------------------------------ |
| 1.                                                           | "Live Forever" (Live Gleneagles June ‘94)                    | 4:26                                                         |
| 2.                                                           | "Digsy's Dinner" (Live Gleneagles June ‘94)                  | 2:24                                                         |

## Xếp hạng và chứng nhận
| Xếp hạng (1994–97)                       | Vị trí cao nhất |
| ---------------------------------------- | --------------- |
| Album Úc (ARIA)                          | 23              |
| Album Áo (Ö3 Austria)                    | 27              |
| Album Bỉ (Ultratop Wallonie)             | 44              |
| Album Hà Lan (Album Top 100)             | 55              |
| Finnish Albums (Suomen virallinen lista) | 18              |
| French Albums (SNEP)                     | 20              |
| Album Đức (Offizielle Top 100)           | 26              |
| Icelandic Albums (Tonlist)               | 15              |
| Irish Albums (IRMA)                      | 3               |
| Album Ý (FIMI)                           | 18              |
| Japanese Albums (Oricon)                 | 34              |
| Album New Zealand (RMNZ)                 | 5               |
| Album Na Uy (VG-lista)                   | 34              |
| Album Tây Ban Nha (PROMUSICAE)           | 40              |
| Album Thụy Điển (Sverigetopplistan)      | 4               |
| Album Thụy Sĩ (Schweizer Hitparade)      | 25              |
| Album Anh Quốc (OCC)                     | 1               |
| Album Hoa Kỳ Billboard 200               | 58              |
| US Top Heatseekers                       | 1               |

| Xếp hạng (2004)             | Vị trí cao nhất |
| --------------------------- | --------------- |
| Album Anh Quốc (OCC)        | 45              |
| Xếp hạng (2014)             | Vị trí cao nhất |
| Irish Albums (IRMA)         | 8               |
| Italian Albums (FIMI)       | 18              |
| Scottish Albums Chart (OCC) | 3               |
| Album Anh Quốc (OCC)        | 5               |

| Quốc gia                                                                           | Chứng nhận  | Số đơn vị/doanh số chứng nhận |
| ---------------------------------------------------------------------------------- | ----------- | ----------------------------- |
| Úc (ARIA)                                                                          | Bạch kim    | 70.000^                       |
| Canada (Music Canada)                                                              | Bạch kim    | 100.000^                      |
| Pháp (SNEP)                                                                        | 2× Vàng     | 200.000*                      |
| Nhật Bản (RIAJ)                                                                    | Bạch kim    | 200.000^                      |
| New Zealand (RMNZ)                                                                 | Bạch kim    | 15.000^                       |
| Thụy Điển (GLF)                                                                    | Vàng        | 50.000^                       |
| Thụy Sĩ (IFPI)                                                                     | Vàng        | 25.000^                       |
| Anh Quốc (BPI)                                                                     | 7× Bạch kim | 2.000.000                     |
| Hoa Kỳ (RIAA)                                                                      | Bạch kim    | 1.000.000^                    |
| Tổng hợp                                                                           |             |                               |
| * Chứng nhận dựa theo doanh số tiêu thụ. ^ Chứng nhận dựa theo doanh số nhập hàng. |             |                               |